# May Wong
May Wong este rivala Sorei din seria a doua. La început reușește să o învingă pe aceasta, spulberându-i încrederea în ea și devine partenera lui Leon. După abandonul Sorei este nemotivată să joace la fel de bine ca înainte și pierde parteneriatul cu Leon. Layla o sfătuiește să-și descopere un vis după care să se ghideze deorece ea are mult potențial artistic, dar nu știe în ce scop să-l folosească. May nu reușete acest lucru dar se schimbă radical devenind o persoană mai bună și înțelegându-se cu Sora în mod colegial. May are obiceiul de a numi obiectele pe care le folosește sperând că le crește utilitatea.
May Wong este dublată de către actrița Mai Nakahara în varianta japoneză, de către Hilary Haag  în varianta din limba engleză și de Claudia Chavarro în varianta spaniolă.

## Descriere

### Copilăria
May a început să patineze la vârsta de 4 ani, antrenată de Meryl. Fiind foarte ambițioasă și talentată, oamenii de la patinuar au numit-o "Regina Gheții". La vârsta de 13 ani a urmărit un spectacol al Laylei Hamilton de la Kaleido Stage, care a inspirat-o să devină acrobată și a renunțat la vechea ei pasiune. Înainte de a începe antrenamentul pentru patinaj, obișnuia să le predea frățiorilor ei lecții de wresling.

## Înfățișare
May are părul lung și negru, prins în două cozi mari pe spate, dar l-a purtat și despletit în câteva scene. Ținuta sa este formată dintr-un tricou albastru, o fustă portocalie și sandale. La antrenamente poartă un costum verde, un tricou roz deasupra, poante și jambiere roz. Are pielea foarte deschisă la culoare, fiind de origine asiatică.

## Kaleido Stage
Peste trei ani May a participat la probele de la Kaleido Stage, obținând cel mai ridicat punctaj. Aflând că Layla a părăsit scena datorită unei accidentări a învinovățit-o de plecarea ei pe Sora Naegino, crezând că nepriceperea acesteia a încurcat-o pe Layla. Cele două au devenit rivale în încercarea de a obține parteneriatul lui Leon Oswald. Sora și May s-au întrecut pentru rolul Minei Murray. May nu a lăsat-o pe Sora să se antreneze la sfoara din sală, pe care a folosit-o ea. Sora repetând afară în ploaie a răcit și l-a probe a pierdut. Leon nu a fost mulțumit nici de May care a încercat să-l impresioneze printr-un număr de patinaj. Astfel, Leon a deci să transforme Dracula într-un spectacol pe gheață unde a jucat alături de May. Layla revine la Kaleido Stage pentru a-i înmâna lui Leon, Biletele Phoenix, îndemnându-l să-și aleagă o parteneră dintre Sora și May la Festivalul Circului. În timpul spectacolului Dracula, Leon îi dă drumul lui May dar o prinde din nou cu brutalitate luxându-i umărul. May este pe tușă în timp ce Sora este pusă la încercare. Meryl intervine reușind să le mobilizeze pe cele două. May inventează astfel Spirala Demonului cu care îl convinge pe Leon să-i fie partener. La festival concurează și Sora cu Yuri Killian dar cei doi renunță iar trofeul este câștigat de May și Leon. Spirala Demonului este introdusă în Romeo și Julieta (2). În timpul acestui spectacol, Leon o readuce pe Sora pe scenă dându-i de înțeles că pe ea o vrea ca parteneră. Cât timp Leon era în spital accidentat, May le roagă pe Cathy Timor și Layla să o antreneze. Cele două renunță la pregătirea ei iar May o copiază pe Sora pentru a încerca să afle secretul succesului ei. În cele din urmă acceptă situația așa și execută în Lacul Lebedelor, Eterna Iluzie alături de Rosetta Passel

### Roluri
| Numele reprezentației     | Tipul rolului | Personajul interpretat       | Partener                     |
| ------------------------- | ------------- | ---------------------------- | ---------------------------- |
| Dracula                   | Principal     | Mina Murray                  | Leon Onswald                 |
| Salome in Vegas           | Secundar      | Ipostază a lui Salome        | Sora Naegino, Layla Hamilton |
| Festivalul Circului       | -             | -                            | Leon Oswald                  |
| Romeo și Julieta (2)      | Principal     | Julieta                      | Leon Oswald                  |
| Kenneth Motors Coporation | Principal     | Maimuță                      | Sora Naegino, Rosetta Passel |
| Noir Circus               | Principal     | Vrăjitoare                   | -                            |
| Lacul Lebedelor           | Principal     | Odile                        | Rosetta Passel               |
| Prințesa fără zâmbet      | Principal     | Lider al echipei de clovni 3 | Leon Oswald, Anna Heart      |
| Legenda Phoenix-ului      | Principal     | -                            | Rosetta Passel               |